# Bozcaada

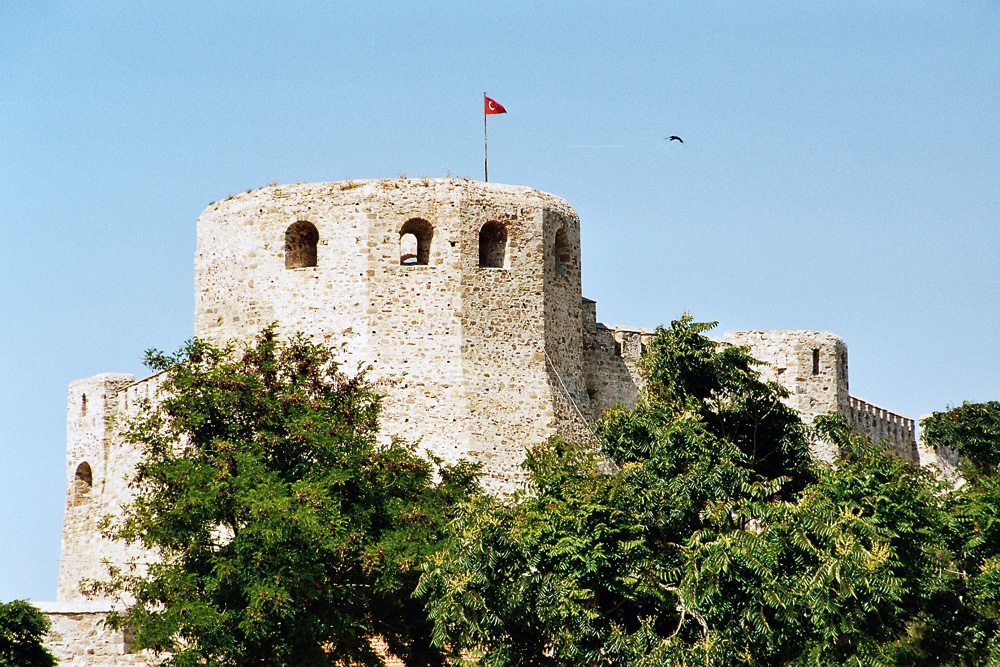
Wieża artyleryjska weneckiej twierdzy

Bozcaada (gr. Τένεδος Tenedos, łac. Tenedus) – należąca do Turcji wyspa na Morzu Egejskim, w pobliżu wejścia do cieśniny Dardanele. 
Powierzchnia jej wynosi 39,9 km², a populacja w r. 2022 liczyła 3120 mieszkańców. Główne gałęzie gospodarki to rybołówstwo i turystyka. Znana z upraw winorośli i produkcji wina, którego marki dawniej (od XVI wieku) wysoko ceniono w Turcji.
Wspomniana w Illiadzie i Eneidzie starożytna Tenedos, ojczyzna astronoma i poety Kleostratosa. Poprzez wieki pozostawała kolejno pod panowaniem Persów, władców hellenistycznych, Rzymian, Bizantyjczyków, później opanowana przez Genueńczyków  i Wenecjan. Turcy zaczęli władać nią od połowy XV wieku. 
Winorośl uprawiana jest na południowych nasłonecznionych zboczach wyspy, a na jej północno-wschodnim cyplu, koło głównej miejscowości, wznosi się średniowieczna twierdza, gdzie obecnie pomieszczono ekspozycję etnograficzną. W starej dzielnicy zamieszkiwanej przez nielicznych Greków, nadal czynna jest grecka cerkiew pochodząca z 1869 roku. W odleglejszej, południowej części wyspy znajduje się grecki klasztor (monastyr) Hagia Paraskewi. Turystycznym walorem wyspy są plaże jej południowego  wybrzeża na odcinku 10 km (Ayana, Ayazma, Sulubahçe, Habbele).  Na dalekim Przylądku Zachodnim działa zbudowana w 2000 r. farma wiatrowa, dostarczająca energię nie tylko na potrzeby miejscowe, lecz także jej nadwyżkę dla kontynentu.             